# Басс-Лейк (округ Соєр, Вісконсин)
Басс-Лейк (англ. Bass Lake) — місто (англ. town) в США, в окрузі Соєр штату Вісконсин. Населення — 2731 особа (2020).

## Демографія
Згідно з переписом 2010 року, у місті мешкало 2377 осіб у 921 домогосподарстві у складі 645 родин. Було 2016 помешкань
Расовий склад населення:
| - 58,8 % — білих - 37,7 % — корінних американців |

До двох чи більше рас належало 3,4 %. Частка іспаномовних становила 2,1 % від усіх жителів.
За віковим діапазоном населення розподілялося таким чином: 25,4 % — особи молодші 18 років, 59,7 % — особи у віці 18—64 років, 14,9 % — особи у віці 65 років та старші. Медіана віку мешканця становила 41,3 року. На 100 осіб жіночої статі у місті припадало 100,8 чоловіків;  на 100 жінок у віці від 18 років та старших — 99,7 чоловіків також старших 18 років.
Середній дохід на одне домашнє господарство  становив 72 459 доларів США (медіана — 46 786), а середній дохід на одну сім'ю — 79 326 доларів (медіана — 54 839). Медіана доходів становила 42 917 доларів для чоловіків та 35 923 долари для жінок. За межею бідності перебувало 18,3 % осіб, у тому числі 30,3 % дітей у віці до 18 років та 6,2 % осіб у віці 65 років та старших.
Цивільне працевлаштоване населення становило 1075 осіб. Основні галузі зайнятості: освіта, охорона здоров'я та соціальна допомога — 26,5 %, мистецтво, розваги та відпочинок — 14,6 %, будівництво — 9,9 %, виробництво — 9,4 %.